# 昆明火车站 (地铁)
昆明火车站地铁站是一个位于中华人民共和国云南省昆明市官渡区太和街道二环南路昆明站南广场外地下，属于昆明地铁1号线与2号线的地铁换乘站。昆明火车站地铁站自2014年4月30日开通运营。
1号线车站位于火车站南广场对面，南广场于2020年10月1日开通后可直接接驳地铁。2号线车站位于火车站北广场西侧，但本站的2号线部分目前暂缓开通。

## 车站楼层

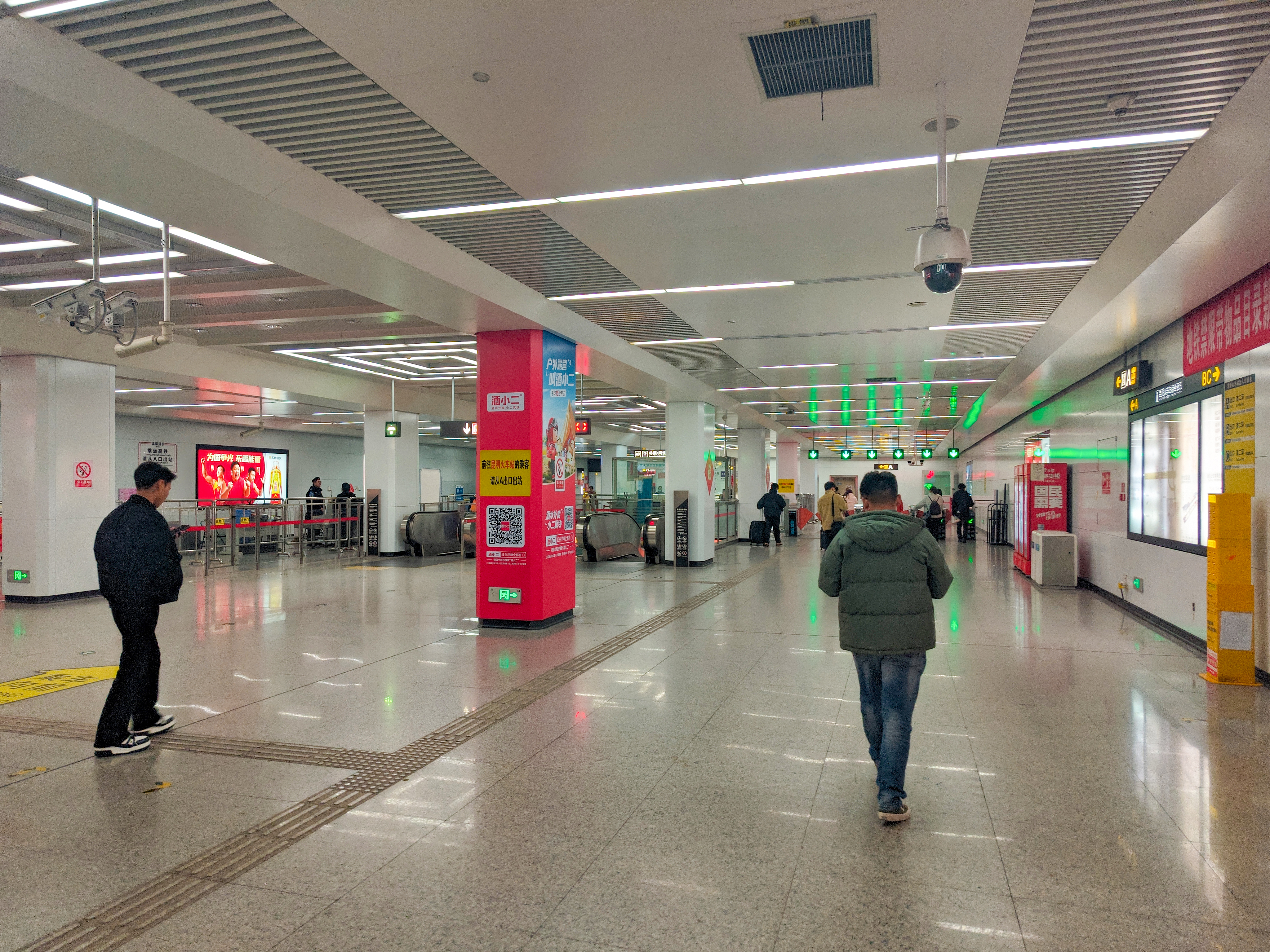
站厅

| 地面层          | 街道                                   | A-C出入口                                          |
| 地下一层 站厅层 | 站厅                                   | 票务服务、自动售票机、一卡通充值、安检、进出站闸机 |
| 地下二层 站台层 |                                        | █ 1号线往北部汽车站（环城南路）                    |
| 地下二层 站台层 | 岛式站台，左侧開门                     |                                                    |
| 地下二层 站台层 | █ 1号线往大学城南/昆明南火车站（福德） |                                                    |

- 站厅

## 出口
该站设有一共有3个出口。由于三个出口均设于昆明站南广场上，在2020年10月1日南站厅启用之前如要乘坐火车只能在出站后绕路才能抵达昆明站北广场。
|                       | 编号     | 地点               | 建议前往的目的地 | 照片 |
| 出口 · A · 升降机标志 | 二环南路 | 昆明火车站南广场   |                  |      |
| 出口 · B              | 福德路   | 福德村             |                  |      |
| 出口 · C              | 福德路   | 银海领域、福德小学 |                  |      |
| 註： 設有             |          |                    |                  |      |

## 车站周边
- 沪昆鐵路、成昆铁路、南昆铁路、南昆客运专线昆明站
- 昆铁八道外小区
- 宋旗营小区
- 银海领域